# Мартензит
Мартензитът (кръстен на немския металург Адолф Мартен (1850 – 1914 г.) е много твърда форма на стоманената кристална структура.
През 1890 Мартен изучавал проби на различни стомани под микроскоп и установил, че най-твърдите стомани имали симетрична кристална структура. Той бил първият, който да обясни причината за широкото различие на механичните характеристики на стоманите. Мартензитните структури оттогава били намирани в много материали.
Мартензитът се получава при рязко охлаждане (закаляване) на аустенит, което затваря въглеродните атоми, които не успяват да се дифузират извън кристалната структура. Тази мартензитна реакция започва по време на охлаждането, когато аустенита достигне мартензитната начална температура за трансформация и аустенита става механически нестабилен. При постоянна температура на трансформация част от аустенита се трансформира рязко и след това не следват други трансформации. Когато температурата спадне аустенита се превръща в мартензит. Накрая мартензитната крайна температура е достигната и трансформацията приключва.
Една от основните разлики между двете фази е, че мартензита има центрирана тетрагонална кристална структура, докато аустенита има кубична структура. Прехода между тези две структури изисква много малко температурно влияние това е мартензитна трансформация, която води до рязко преподреждане на атомните позиции. Мартензита има по-малка плътност от аустенита и затова мартензитната трансформация води до промяна в масата.
Мартензита няма добро равновесие при фазите на желязно-въглеродната система, защото е метастабилен. Понеже химическите процеси се ускоряват при покачване на температурата, мартензита лесно се разрушава от топлината.